# João Gonçalves Zarco

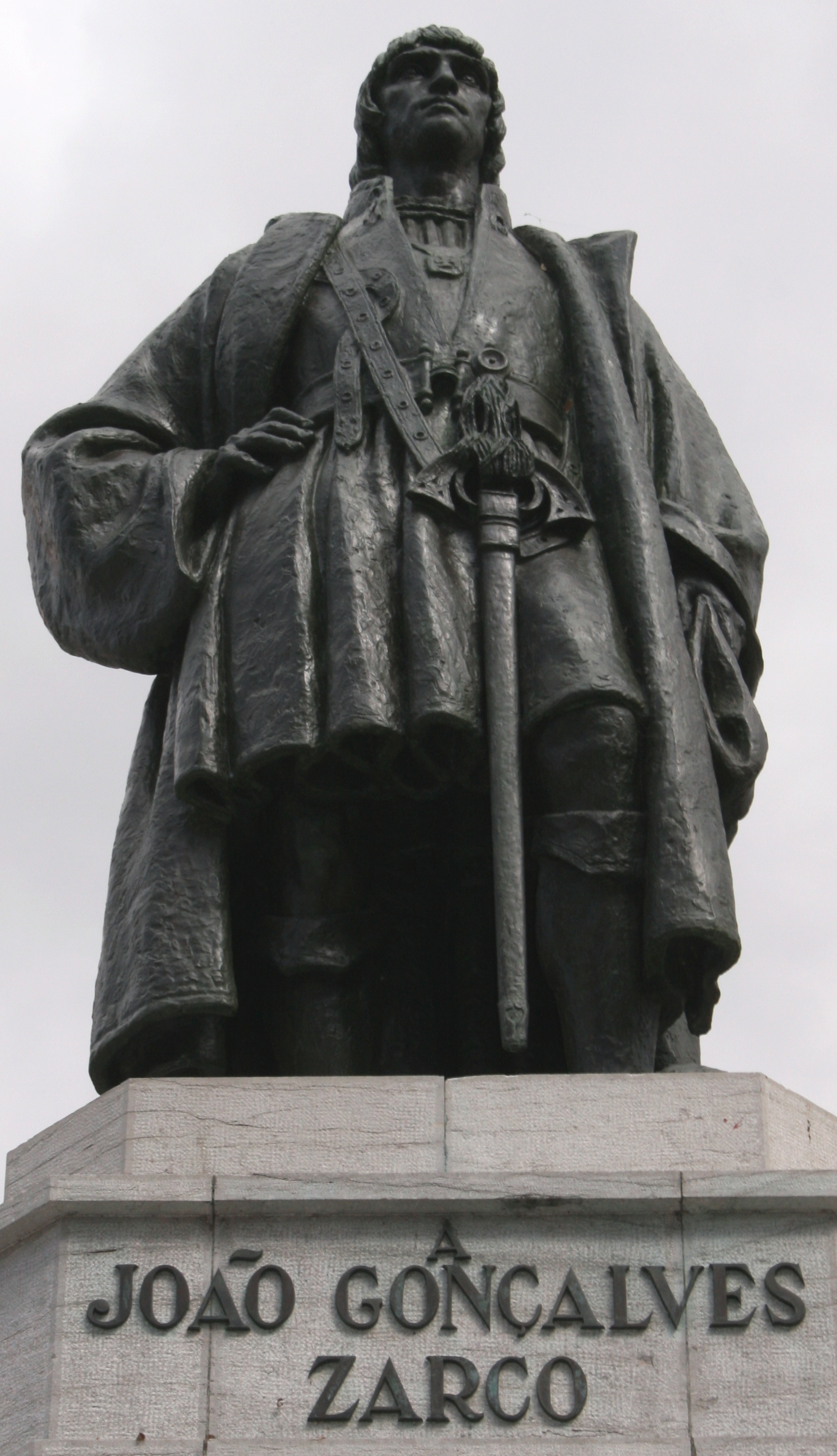
Funchal: Statue des Seefahrers

João Gonçalves Zarco (* um 1395 in Tomar; † zwischen 1467 und 1472 wahrscheinlich in Funchal auf Madeira) war ein portugiesischer Seefahrer. Er gilt gemeinsam mit Tristão Vaz Teixeira als Wiederentdecker von Porto Santo (Madeira-Archipel).

## Leben
João Gonçalves Zarco entstammte dem niederen Adel und lebte in den ersten Dekaden des 15. Jahrhunderts als escudeiro (Knappe oder Page) im Haushalt bzw. am Hof des Infanten Heinrich des Seefahrers. Es ist daher wahrscheinlich, dass er Heinrich 1415 bei der Eroberung von Ceuta begleitete.
João Gonçalves Zarco wurde aber erst 1437, bei dem gescheiterten Versuch der Portugiesen Tanger zu erobern, zum Ritter (Cavaleiro) geschlagen. Er war einer der ersten Seeleute, die Erkundungsaufträge des Infanten Heinrich ausführten. Seine Seemannschaft erwarb er u. a. als Kommandant der Karavellen, die die Küsten der portugiesischen Algarve vor Überfällen der Mauren zu schützen hatten.
1418 landete er gemeinsam mit Tristão Vaz Teixeira auf der zum Madeira-Archipel gehörenden Insel Porto Santo, deren Existenz in Europa wieder in Vergessenheit geraten war, obwohl der Archipel in einigen Seekarten aus dem 14. Jahrhundert eingezeichnet war. Auf ihrer zweiten Reise 1419 erforschten die beiden Seefahrer die Hauptinsel Madeira. Bei dieser Gelegenheit entdeckte Gonçalves Zarco eine große Höhle mit Seelöwen (portugiesisch Câmara dos Lobos). Câmara wurde mit der Zeit sein Rufname und nachdem er durch Heinrich dem Seefahrer geadelt wurde, führten er und seine Nachkommen den Namen „da Câmara“.
1420 reisten die beiden Entdecker erneut zum Madeira-Archipel, blieben dort für ca. ein Jahr. Sie untersuchten die Möglichkeiten einer Besiedlung, erforschten aber auch Strömungs- und Windverhältnisse. An dieser Reise nahm auch Bartolomeu Perestrelo teil, dessen Tochter Dona Filipa de Perestrelo e Moniz später die Ehefrau von Christoph Kolumbus wurde.
Bereits 1419 befahl der portugiesische König die Besiedlung und Bewirtschaftung des unbesiedelten und von keiner anderen europäischen Macht beanspruchten Archipels. Nachdem in den Jahren 1419 und 1420 der gesamte Madeira-Archipel erkundet worden war, begann etwa ab 1425 unter der Führung von J. Gonçalves Zarco und T. Vaz Teixeira die Besiedlung und wirtschaftliche Nutzung (Anbau von Weizen) der Inseln mit Kolonisten aus dem portugiesischen Mutterland. 1433 übergab die portugiesische Krone die Verantwortung für die Entwicklung und wirtschaftliche Nutzung der Inselgruppe Heinrich dem Seefahrer. 1437 nahm er am Feldzug gegen Tanger teil.
Am 1. November 1450 erhielt João Gonçalves Zarco als capitão donatário den Südteil Madeiras mit dem Sitz Funchal, der späteren Hauptstadt. Bereits 1440 hatte Tristão Vaz Teixeira den Nordteil Madeiras mit dem Ort Machico als capitania (eine Art Erblehen) erhalten. Die Insel Porto Santo fiel als capitania an Bartolomeu Perestrelo.
In den Folgejahren entwickelte Zarco seine capitania, betrieb Seehandel und rüstete Schiffe aus, die die westafrikanische Küste bis zum Kap Bojador erkundeten. Einer seiner Kapitäne, sein Neffe Álvaro Fernandes, erkundete 1445 im Auftrag Heinrichs die heute zu Mauretanien gehörende, südlich von Kap Branco gelegene Insel Arguim und die Küste bis hinunter zur Mündung des Senegal-Flusses.
Laut dem Dicionário Histórico ... von 1915 soll João Gonçalves Zarco als einer der ersten Seeleute mit verschiedenen Möglichkeiten der Aufstellung von Artillerie auf Schiffen experimentiert haben.

## Herkunft und Familie
João Gonçalves Zarco wurde Ende des 14. Jahrhunderts als Sohn von Gonçalvo Esteves Zarco und dessen Ehefrau D. Brites geboren. Er war der Enkel von João Afonso, einem wichtigen Unterstützer und Kampfgefährten von João I. in der Revolution von 1383, des ersten Königs aus dem Haus Avis.
Um 1430 heiratete er Constança Rodrigues. Gemeinsam hatten sie mindestens fünf Kinder:
- João Gonçalves da Câmara, sein ältester Sohn, der ab 1467 als Besitzer der capitania Funchal benannt ist;
- Rui Gonçalves da Câmara;
- Helena Gonçalves da Câmara;
- Isabel Gonçalves da Câmara;
- Catarina Gonçalves da Câmara;

João Gonçalves Zarco wurde zuerst in der Kapelle Nossa Senhora da Conceição de Cima beigesetzt, aber bereits kurze Zeit später in das Kloster Santa Clara in Funchal überführt.
Es gelang ihm seine Kinder mit Adligen zu verheiraten, die sich auf Madeira ansiedelten. Später führte die Familie den durch Heinrich dem Seefahrer verliehenen Namen „Câmara de Lobos“ bzw. nur „Câmara“.